# Christian Abbiati
Christian Abbiati (Abbiategrasso, 8. lipnja 1977.), bivši je talijanski nogometni vratar koji je najdublji trag ostavio u Milanu.

## Klupska karijera

#### Milan
Nakon što je nogometnu karijeru započeo s 13 godina nastupajući za Trezzano i Assago. Nakon nastupa za momčad Corsico, Abbiati 1996. odlazi u Monzu čime započinje njegova profesionalna karijera. U ljeto 1998. odlazi u AC Milan dok je debi u Serie A imao 17. siječnja 1999., doduše u 92. minuti dok je teren napuštao ozlijeđeni Sebastiano Rossi. Od tada u sljedeće četiri godine Abbiati si je osigurao mjesto stalnog vratara AC Milana. Ipak poziciju u startnih 11 "preoteo" mu je Dida u sezoni 2002./03. nakon ozljede u kvalifikacijskoj utakmici AC Milana u Ligi prvaka u kolovozu 2002.
25. kolovoza 2004. mnogo kontroverzi izazvala su Abbiatijeve izjave na njegovoj službenoj web stranici. Naime Abbiati je tamo kritizirao Didu i tadašnjeg trenera AC Milana - Carla Ancelottija. Također, navodio je da je Dida radio katastrofalne greške na prijateljskoj utakmici protiv Sampdorije te je naveo da je trener Anchelotti blokirao odlazak Abbiatija u Palermo. Kasnije je Abbiati demantirao da je to napisao govoreći da je to djelo administratora njegovog web sitea uz riječi -  "Nikada ne razgovaram s osobom koja se brine za moju stranicu. Nikada ne bih mogao suditi nekom igraču iz svoje momčadi". Iako je administrator preuzeo odgovornost, ipak su ostala nagađanja da je tekst napisao Abbiati zbog svoje frustracije što je često na klupi.
U sezoni 2004./05. na utakmici četvrtfinala Lige prvaka protiv Intera, Abbiati je doslovno branio svega 30 sekundi. Naime, u 74. minuti ušao je u igru umjesto ozlijeđenog Dide koji je pogođen bakljom u glavu. Nakon što je ušao u igru, utakmica je prekinuta za manje od jedne minute.
Njegova posljednj utakmica u dresu AC Milana bila je 20. svibnja 2005. u domaćem 3:3 remiju protiv Palerma. Razlog tome bio je što se standardna momčad AC Milana odmarala i pripremala za finale Lige prvaka u kojem je Liverpool postao novi europski prvak nakon Milanovog 3:0 vodstva na poluvremenu.

#### Posudba
Abbiati je izjavio svoju želju da se preseli u drugi klub gdje bi se mogao natjecati za prvo mjesto u momčadi. Stoga je Abbiati poslan u Genou na posudbu u sezoni 2005./06. ali je odmah vraćen u svoj matični klub nakon što je Genova izbačena u Serie C1 zbog skandala o namještanju utakmica.
Ipak, Abbiati ubrzo pronalazi i odlazi u novi klub - ni manje, ni više nego Milanov najveći rival - Juventus. Tamo je otišao kao privremena zamjena standardnom vrataru Gianluigiju Buffonu. Naime Buffon je ozlijedio rame na prijateljskom turniru Luigi Berlusconi Trophy na utakmici baš protiv AC Milana u kolovozu 2005. Abbiati je u Juventusu pružao dobre utakmice ali povratkom Buffona na teren šest mjeseci kasnije, Abbiati je postao nepotreban.
U srpnju 2006. Abbiati odlazi u Torino gdje brani gotovo sve prvenstvene utakmice. Unatoč tome što je izrazio želju da ostane u Torinu i sljedeće sezone, Abbiati i Torino su prekinuli suradnju zbog spora oko načina isplate plaće.
Abbiati po treći put u tri sezone odlazi na posudbu, ovaj puta izvan Italije, i to u Atlético Madrid gdje ostaje do lipnja 2008. U madridskom klubu započeo je kao rezervni igrač sve dok se nije ozljedio prvi vratar - Leo Franco. 29. prosinca izrazio je želju da ostane u Atléticu i nakon isteka tekuće sezone. Na temelju toga izjavio je: "Moja adaptacija prošla je bolje nego što sam očekivao. Ja sam sretan u ovom klubu jer su mi mnogo pomogli. Volim igrati u Španjolskoj i mislim da ću mnogo naučiti za vrijeme dok sam ovdje".

#### Povratak u AC Milan
Abbiati se vraća u Italiju u matični klub AC Milan u sezoni 2008./09. Tamo preuzima ulogu prvog vratara od Željka Kalca a tome je "pridonijela" i ozljeda Dide. Međutim 15. ožujka 2009. sezona mu je prekinuta tokom prve polovice susreta protiv Siene (pobjeda AC Milana od 5:1). Abbiati je pretrpio tešku ozljedu ligamenata desnog koljena nakon sudara sa Sieninim igrače Giuseppeom Favallijem. Izvan travnjaka proveo je šest mjeseci nakon operacije koljena i rehabilitacije.
Na teren se vraća 8. studenog nakon gotovo osam mjeseci stanke. Abbiati je počeo trenirati s momčadi AC Milana kao njihov treći vratar, iza Dide i Milanove nove akvizicije - Flavija Rome. 
Abbiati je završio karijeru u Milanu u svibnju 2016. godine. U porazu protiv Rome na San Siru nije igrao, nego je se nakon utakmice oprostio od navijača. Talijanski vratar je petnaest godina nosio dres Rossonerija.

## Međunarodna karijera
Abbiati poziv za seniorsku talijansku reprezentaciju dobiva 2000. kao treći vratar Italije za Europsko prvenstvo u Belgiji i Nizozemskoj te godine. Iste godine branio je za mladu talijansku reprezentaciju na Olimpijskim igrama 2000. u Sydneyu gdje je Italija poražena od Španjolske u četvrtfinalu. Za momčad U-21 Abbiati je skupio 16 nastupa.
Iako je pozvan u A momčad 2000. godine svoj debi za Italiju, Abbiati je imao 30. travnja 2003. u pobjedi protiv Švicarske 2:1.
Kao rezervni vratar, Abbiati je bio na popisu reprezentativaca koji su nastupali na Svjetskom prvenstvu u Južnoj Koreji i Japanu 2002. Također, Abbiati je bio i na širem popisu reprezentativaca za Svjetsko prvenstvo u Njemačkoj 2006., ali je suživanjem tog popisa maknut s liste.
U ožujku 2009., tri dana prije nego što je okončao tu sezonu zbog ozljede koljena, Abbiati je izjavio da će odbiti svaki budući poziv za nacionalnu reprezentaciju ako bude pozvan kao rezervni igrač.

## Privatni život
U rujnu 2008. Christian Abbiati u medijima se izjasnio kao fašist. Razlog tome mišljenju bila je njegova izjava: "Dijelim ideala fašizma, kao što su domovina i vrijednost katoličke vjere".

## Osvojeni trofeji

### Klupski trofeji
| Klub     | Trofej              | Sezona / godina |
| Italija  | Italija             | Italija         |
| -------- | ------------------- | --------------- |
| AC Milan | Scudetto            | 1998./99.       |
| AC Milan | UEFA Liga prvaka    | 2002./03.       |
| AC Milan | Coppa Italia        | 2003.           |
| AC Milan | Europski Superkup   | 2003.           |
| AC Milan | Scudetto            | 2003./04.       |
| AC Milan | Supercoppa Italiana | 2004.           |
| AC Milan | Scudetto            | 2010./11.       |
| AC Milan | Supercoppa Italiana | 2011.           |

### Reprezentativni trofeji
| Turnir                 | Trofej | Godina |
| ---------------------- | ------ | ------ |
| Europsko U21 prvenstvo | Zlato  | 2000.  |
| EURO 2000.             | Srebro | 2000.  |

### Ordeni
- Cavaliere Ordine al Merito della Repubblica Italiana: 2000.

## Vanjske poveznice
- Abbiatijeva službena stranica  Arhivirana inačica izvorne stranice od 20. listopada 2009. (Wayback Machine) (tal.)
- Profil na Transfermarktu
- Profil na Soccerwayu